# Martti Puumalainen
Martti Puumalainen (Mikkeli, 14 de abril de 1997) es un deportista finlandés que compite en judo. Ganó una medalla de oro en el Campeonato Europeo de Judo de 2023, en la categoría de +100 kg.

## Palmarés internacional
| Campeonato Europeo | Campeonato Europeo    | Campeonato Europeo | Campeonato Europeo |
| Año                | Lugar                 | Medalla            | Categoría          |
| ------------------ | --------------------- | ------------------ | ------------------ |
| 2023               | Montpellier (Francia) | Medalla de oro     | +100 kg            |